# Радио Фокус
Радио „Фокус“ е българска радио-мрежа. Стартира през 2004 г. с откриването на радиостанция в Сливен, от 15 декември 2009 г. радиото излъчва и в София, на честота 103.60 MHz. Форматът на Радио „Фокус“ е информационно-музикален.
Радиоверига „Фокус“ е верига от местни радиостанции, които подготвят и излъчват изцяло регионални програми и е собственост на едноименната Информационна агенция Фокус. Централният офис в София и 11-те собствени регионални студия подготвят дванадесет 24-часови информационно-музикална програми. Радиоверигата „Фокус“ притежава 25 собствени предавателни станции в градовете: Асеновград, Благоевград, Бургас, Варна, Велико Търново, Видин, Гоце Делчев, Добринище, Дулово, Дупница, Казанлък, Кюстендил, Пазарджик, Плевен, Перник, Петрич, Пловдив, Сандански, Свищов, Симитли, Сливен, Смолян, Созопол, Хасково, Шумен.
На 31 март 2022 година радиото за малко преустановява излъчване малко след емисията новини в 18:00, без да бъде обявено от медията. Също така и сайта на агенцията със същото име е закрит.
От 21 февруари 2011 г. Радио „Фокус“ започва излъчването по четири емисии топ новини на английски език от Гласът на Америка. Емисиите за България се излъчват на живо от Вашингтон, САЩ в 10:30, 14:30, 18:30 и 22:30 ч.